# Blanca Castroviejo Fisher
Blanca Castroviejo Fisher (Sevilla, 11 de febrero de 1985) es una ex gimnasta rítmica que formó parte del conjunto en la selección nacional de gimnasia rítmica de España.

## Biografía deportiva

### Inicios
Se inició en la práctica deportiva cuando contaba con 7 años de edad, como una actividad extraescolar de su colegio, el Claret de Sevilla. Con 10 años, la entrenadora del Club Gimnasia Rítmica Marbella la selecciona para formar parte del Plan de Tecnificación y Detección de Nuevos Talentos y se unió a las gimnastas del Centro Especializado de Tecnificación Deportiva de Gimnasia Rítmica (CETD) de Marbella. Formando parte del club, logró varios campeonatos y subcampeonatos españoles en diversas categorías.

### Etapa en la selección nacional
En 2000, con 15 años de edad, fue convocada para formar parte de la selección nacional de gimnasia rítmica de España en la modalidad de conjuntos. Entrenó desde entonces una media de 8 horas diarias en el Centro de Alto Rendimiento de Madrid a las órdenes primero de Nancy Usero, desde marzo de 2001 de Nina Vitrichenko, y desde octubre de 2001 de Rosa Menor. En el 2001, en el Trofeo S.M. Margarita de Bulgaria, el conjunto obtuvo 3 medallas de plata, tanto en el concurso general como en las finales de 10 mazas y de 3 cuerdas y 2 pelotas. Posteriormente, competiría como gimnasta suplente en el ejercicio de 10 mazas y como titular en el de 3 cuerdas y 2 pelotas en el Campeonato Europeo de Ginebra. En él, el conjunto obtuvo el 7.º puesto en el concurso general y en 10 mazas, y el 8.º en 3 cuerdas y 2 pelotas. El conjunto lo integraban ese año Blanca, Sonia Abejón, Belén Aguado, Bárbara González Oteiza, Marta Linares y Aida Otero. Ese mismo año entraría dentro del Plan Andalucía Olímpica de cara a los Juegos Olímpicos de Atenas 2004. Al año siguiente, en el 2002, sería titular en ambos ejercicios, el de 5 cintas y el de 3 cuerdas y 2 pelotas, en el Campeonato Mundial de Nueva Orleans, donde el conjunto acabó 9.º en el concurso general y 7.º en la final de 5 cintas. El conjunto para las competiciones estuvo integrado ese año por Blanca, Sonia Abejón, Belén Aguado, Bárbara González Oteiza, Marta Linares e Isabel Pagán.
Para febrero de 2003, el conjunto conquistó los 3 oros disputados en el Torneo Internacional de Madeira. En el Trofeo Sant Petersburg Pearls logró 3 bronces. Posteriormente, en el Triangular Internacional de Torrevieja obtiene la plata en el concurso general. Su última competición como miembro del conjunto nacional fue el Campeonato Europeo de Gimnasia Rítmica de 2003, celebrado en abril en la ciudad alemana de Riesa. En esta cita competiría como titular en ambos ejercicios, el de 3 aros y 2 pelotas y el de 5 cintas, junto a sus compañeras Sonia Abejón, Bárbara González Oteiza, Lara González, Isabel Pagán y Nuria Velasco. El conjunto obtuvo el 6.º puesto en el concurso general, el 7.º en 3 aros y 2 pelotas y el 8.º en 5 cintas. En mayo de ese año dejó el conjunto de forma voluntaria a causa de una grave lesión en un pie y de diferencias con el cuerpo técnico. La coordinadora del equipo nacional, Ludmila Dimitrova, la convenció para que se incorporara como gimnasta individual, permaneciendo en la selección individual durante tres semanas. Sin embargo, a finales de junio de 2003 anunció oficialmente su retirada de la competición, regresando a Sevilla.

### Retirada de la gimnasia
Posteriormente, estudió un módulo superior de administración y finanzas y otro de secretariado. Tras viajar por varios países para aprender inglés y realizar unas prácticas en varios hoteles irlandeses, se encuentra en Sevilla trabajando en una empresa de gestión y administración de contenidos informáticos aplicados al deporte.

## Equipamientos
| Período     | Proveedor |
| ----------- | --------- |
| 2001 - 2003 | Li-Ning   |

## Música de los ejercicios
| Año  | Aparatos              | Música |
| ---- | --------------------- | --- |
| 2001 | 10 mazas              | Medley de los temas «Méandres», «Havi Vahlia» y «Bascule», compuestos por René Dupéré para el espectáculo Nouvelle Expérience del Cirque du Soleil. |
| 2001 | 3 cuerdas y 2 pelotas | «Orobroy» de David Dorantes y «Flamenco bolero», una adaptación del Bolero de Maurice Ravel por Gustavo Montesano y la Royal Philharmonic Orchestra. |
| 2002 | 5 cintas              | Medley de los temas «Panamericana Suite» de Paquito D'Rivera, «New Arrival» de Tito Puente, «Caridad Amaro» de Chucho Valdés, «Afro-Cuban Jazz Suite» de Chico O'Farrill y «Oye cómo viene» de Chano Domínguez, pertenecientes a la banda sonora de Calle 54. |
| 2002 | 3 cuerdas y 2 pelotas | «Paisaje español», de Ricardo García. |
| 2003 | 5 cintas              | «Paisaje español», de Ricardo García y «Zorro's Theme», de la banda sonora de La máscara del Zorro, compuesta por James Horner. |
| 2003 | 3 aros y 2 pelotas    | «All That Jazz» del musical Chicago, compuesta por John Kander y Fred Ebb. |

## Palmarés deportivo

### Selección española
| 2001 - Trofeo S.M. Margarita de Bulgaria Plata en concurso general Plata en 10 mazas Plata en 3 cuerdas y 2 pelotas - Campeonato de Europa de Ginebra 7.º puesto en concurso general 7.º puesto en 10 mazas 8.º puesto en 3 cuerdas y 2 pelotas 2002 - Trofeo Sant Petersburg Pearls Plata en concurso general Resultado en las finales desconocido - Campeonato del Mundo de Nueva Orleans 9.º puesto en concurso general 7.º puesto en 5 cintas 2003 - Torneo Internacional de Madeira Oro en concurso general Oro en 5 cintas Oro en 3 aros y 2 pelotas | 2003 (continuación) - Trofeo Sant Petersburg Pearls Bronce en concurso general Bronce en 5 cintas Bronce en 3 aros y 2 pelotas - Triangular Internacional de Torrevieja Plata en concurso general - Torneo Internacional de Thiais 7.º puesto en concurso general 7.º puesto en 5 cintas - Campeonato de Europa de Riesa 6.º puesto en concurso general 8.º puesto en 5 cintas 7.º puesto en 3 aros y 2 pelotas |

## Filmografía

### Programas de televisión
| Programas de televisión | Programas de televisión | Programas de televisión | Programas de televisión |
| Año                     | Título                  | Cadena                  | Notas                   |
| ----------------------- | ----------------------- | ----------------------- | ----------------------- |
| 2002                    | Escuela del deporte     | La 2 de TVE             | Aparición en reportaje  |